# Justizforschung
Als Justizforschung wird die empirische Untersuchung der direkt am Strafverfahren beteiligten Instanzen der sozialen Kontrolle bezeichnet. Justizforschung beschäftigt sich sowohl mit Gerichten als auch mit Staatsanwaltschaften, während die Polizeiforschung als ein hiervon getrenntes Gebiet zu betrachten ist. Was den Forschungsansatz betrifft, kann eine eher effizienzorientierte von einer mehr der Kritischen Kriminologie verpflichteten Justizforschung im Sinne des Etikettierungsansatzes unterschieden werden. Als mögliche Forschungsmethoden werden die teilnehmende Beobachtung, Interviews, Aktenanalysen sowie Feldexperimente benannt. Als für die Justizforschung interessant wird u. a. ein professionssoziologischer Ansatz angesehen, der sich mit „Herkunft, rechtspolitischen Überzeugungen und Gesellschaftsbildern von Richtern“ und mit der Frage, inwieweit solche Faktoren das richterliche Urteil beeinflussen, beschäftigen solle. Des Weiteren sei zu untersuchen, inwieweit richterliche Entscheidungen von Alltagstheorien beeinflusst würden.
Die Justizforschung gilt als Teildisziplin einer als über die bloße Beschäftigung mit den Delinquenten hinausreichend verstandenen Kriminologie. Auf diese Weise wird die Kriminologie in den Vereinigten Staaten und im angelsächsischen Raum überhaupt bereits spätestens seit  Edwin H. Sutherland definiert. Im deutschsprachigen Raum setzte sich diese weitere Definition der Kriminologie überwiegend erst nach den Sechziger Jahren des 20. Jahrhunderts durch, wenn erste Ansätze auch bereits bei Franz Exner zu finden sind.